# LNFA 1995
La LNFA 1995 fue la I edición de la Liga Nacional de Fútbol Americano, que entonces se denominó I Liga Beefeater de Football Americano debido al patrocinio comercia de la marca Beefeater. También se conoció como I Liga AEFA, ya que era la primera liga que organizaba la recién creada Agrupación Española de Fútbol Americano (AEFA).
La disputaron 18 equipos distribuidos en dos conferencias, Conferencia Nacional y Conferencia Española. En la Conferencia Nacional se agruparon los equipos que habían disputado la extinta American Football League, y en la Conferencia Española los equipos provenientes de la Liga Catalana.  
Al término de la temporada regular, donde cada equipo disputó nueve encuentros, la clasificación final fue la siguiente:
| Conferencia Nacional |         |          |         |                                         |
| Equipo               | Ganados | Perdidos | Empates |                                         |
| Madrid Panteras      | 8       | 1        | 0       | Playoffs por el título/Cuartos de final |
| Vilafranca Eagles    | 7       | 1        | 1       | Playoffs por el título/Cuartos de final |
| Zaragoza Lions       | 6       | 2        | 1       | Playoffs por el título/Wildcard         |
| Madrid Osos          | 5       | 4        | 0       | Playoffs por el título/Wildcard         |
| Coslada Camioneros   | 4       | 5        | 0       | Playoffs por el título/Wildcard         |
| Valencia Bats        | 4       | 5        | 0       | Playoffs por el título/Wildcard         |
| Bilbao Knights       | 3       | 6        | 0       |                                         |
| Madrid Toros         | 3       | 6        | 0       |                                         |
| Maestrat Tifons      | 0       | 9        | 0       |                                         |

| Conferencia Española |         |          |         |                                         |
| Equipo               | Ganados | Perdidos | Empates |                                         |
| Barcelona Boxers     | 9       | 0        | 0       | Playoffs por el título/Cuartos de final |
| L'Hospitalet Pioners | 8       | 1        | 0       | Playoffs por el título/Cuartos de final |
| Barcelona Howlers    | 6       | 3        | 0       | Playoffs por el título/Wildcard         |
| Badalona Drags       | 5       | 4        | 0       | Playoffs por el título/Wildcard         |
| Poblenou Búfals      | 4       | 5        | 0       | Playoffs por el título/Wildcard         |
| Palma Voltors        | 4       | 5        | 0       | Playoffs por el título/Wildcard         |
| Barcelona Warriors   | 3       | 6        | 0       |                                         |
| Castellón Stormers   | 1       | 8        | 0       |                                         |
| Horta Taurons        | 0       | 9        | 0       |                                         |

## Play-offs
Se disputaron primero los partidos de play-offs entre los wildcards, en los que Lions venció a Voltors (35-12), Howlers a Bats (58-16), Osos a Búfals (38-31) y Drags a Camioneros (12-6), por lo que el cuadro definitivo quedó de la siguiente forma:
|  | Cuartos de final | Cuartos de final | Cuartos de final |        |          | Semifinales | Semifinales | Semifinales |  |          | Final    | Final | Final |  |
|  |                  |                  |                  |        |          |             |             |             |  |          |          |       |       |  |
|  |                  |                  |                  |        |          |             |             |             |  |          |          |       |       |  |
|  | Panteras         | Panteras         | 61               |        |          |             |             |             |  |          |          |       |       |  |
|  | Panteras         | Panteras         | 61               |        |          |             |             |             |  |          |          |       |       |  |
|  | Drags            | Drags            | 0                |        |          |             |             |             |  |          |          |       |       |  |
|  | Drags            | Drags            | 0                |        | Panteras | Panteras    | 51          |             |  |          |          |       |       |  |
|  |                  |                  |                  |        | Panteras | Panteras    | 51          |             |  |          |          |       |       |  |
|  |                  |                  | Lions            | Lions  | 12       |             |             |             |  |          |          |       |       |  |
|  | Pioners          | Pioners          | Lions            | Lions  | 12       | 34          |             |             |  |          |          |       |       |  |
|  | Pioners          | Pioners          |                  |        |          |             |             |             |  |          |          |       |       |  |
|  | Lions            | Lions            | 39               |        |          |             |             |             |  |          |          |       |       |  |
|  | Lions            | Lions            | 39               |        |          |             |             |             |  | Panteras | Panteras | 55    |       |  |
|  |                  |                  |                  |        |          |             |             |             |  | Panteras | Panteras | 55    |       |  |
|  |                  |                  | Boxers           | Boxers | 28       |             |             |             |  |          |          |       |       |  |
|  | Howlers          | Howlers          | Boxers           | Boxers | 28       | 30          |             |             |  |          |          |       |       |  |
|  | Howlers          | Howlers          |                  |        |          |             |             |             |  |          |          |       |       |  |
|  | Eagles           | Eagles           | 20               |        |          |             |             |             |  |          |          |       |       |  |
|  | Eagles           | Eagles           | 20               |        | Howlers  | Howlers     | 14          |             |  |          |          |       |       |  |
|  |                  |                  |                  |        | Howlers  | Howlers     | 14          |             |  |          |          |       |       |  |
|  |                  |                  | Boxers           | Boxers | 20       |             |             |             |  |          |          |       |       |  |
|  | Osos             | Osos             | Boxers           | Boxers | 20       | 12          |             |             |  |          |          |       |       |  |
|  | Osos             | Osos             |                  |        |          |             |             |             |  |          |          |       |       |  |
|  | Boxers           | Boxers           | 31               |        |          |             |             |             |  |          |          |       |       |  |
|  | Boxers           | Boxers           | 31               |        |          |             |             |             |  |          |          |       |       |  |
|  |                  |                  |                  |        |          |             |             |             |  |          |          |       |       |  |

Madrid Panteras y Barcelona Boxers alcanzaron la final tras eliminar en semifinales a Zaragoza Lions y Barcelona Howlers respectivamente. La final es ganada por Madrid Panteras el 14 de mayo de 1995 en el Estadio Olímpico de Madrid por 55-28.